# هاروتیون واردانیان
هاروتیون تیگرانی واردانیان (ارمنی: Հարություն Տիգրանի Վարդանյան؛ زادهٔ ۵ دسامبر ۱۹۷۰ در گیومری) یک بازیکن فوتبال در پست مدافع اهل ارمنستان است.

## باشگاهی
از باشگاه‌هایی که در آن بازی کرده‌است می‌توان به لوری، شیراک، لوزان-اسپورت، اس‌سی فورتونا کلن، یانگ بویز برن، سروت ۱۸۹۰، ارو و Biel-Bienne اشاره کرد.

## تیم ملی
وی همچنین در تیم ملی فوتبال ارمنستان بازی کرده‌است. نخستین بازی ملی خود را که یک بازی دوستانه بود در تاریخ ۱۶ مه ۱۹۹۴ در فولرتون، کالیفرنیا در مقابل ایالات متحده آمریکا انجام داده‌است.

### آمار تیم ملی
| تیم ملی فوتبال ارمنستان | تیم ملی فوتبال ارمنستان | تیم ملی فوتبال ارمنستان |
| سال                     | حضورها                  | گل‌ها                    |
| ----------------------- | ----------------------- | ----------------------- |
| ۱۹۹۴                    | ۴                       | ۰                       |
| ۱۹۹۵                    | ۵                       | ۰                       |
| ۱۹۹۶                    | ۹                       | ۰                       |
| ۱۹۹۷                    | ۷                       | ۱                       |
| ۱۹۹۸                    | ۴                       | ۰                       |
| ۱۹۹۹                    | ۷                       | ۰                       |
| ۲۰۰۰                    | ۶                       | ۰                       |
| ۲۰۰۱                    | ۷                       | ۰                       |
| ۲۰۰۲                    | ۲                       | ۰                       |
| ۲۰۰۳                    | ۶                       | ۰                       |
| ۲۰۰۴                    | ۵                       | ۰                       |
| مجموعاً                  | ۶۲                      | ۱                       |

## افتخارات

### باشگاهی
باشگاه فوتبال شیراک
- لیگ برتر فوتبال ارمنستان (۳): ۱۹۹۲, ۱۹۹۴, ۱۹۹۵
- سوپر جام فوتبال ارمنستان (۱): ۱۹۹۶
- لیگ برتر فوتبال ارمنستان نایب قهرمان (۳): ۱۹۹۳, ۱۹۹۵–۹۶, ۱۹۹۷
- جام استقلال ارمنستان نایب قهرمان (۲): ۱۹۹۳، ۱۹۹۴

### انفرادی
- بازیکن فوتبال سال ارمنستان: ۱۹۹۷

## زندگی خصوصی
وی از سال ۲۰۱۰ به همراه خانواده‌اش در مون-دو-مارسان، فرانسه به سر می‌برد و صاحب یک کافه کوچک است.